# Luciano Slagveer
Luciano Slagveer (Rotterdam, 1993. október 5. –) surinamei származású holland utánpótlás-válogatott labdarúgó, négy és fél éven keresztül a Puskás Akadémia játékosa volt.

## Pályafutása

### Klubcsapatokban
Slagveer a holland FC Emmen és a SC Heerenveen akadémiáin nevelkedett, utóbbi csapatban mutatkozott be a felnőttek között. 2011 és 2017 között százhuszonhat holland élvonalbeli mérkőzésen szerepelt a Heerenveenben. 2017 és 2019 között a belga élvonalbeli KSC Lokeren igazolt labdarúgója volt, azonban a klubban csupán három bajnoki mérkőzésen szerepelt, egy-egy idény erejéig kölcsönadták a Twentének és nevelőegyesületének, az Emmennek. 2019 nyarán szerződtette őt az FC Emmen, azonban az ősszel csupán kilenc bajnoki mérkőzésen szerepelt. 2020 januárjában szerződtette őt a magyar élvonalbeli Puskás Akadémia. Slagveer négy és fél év alatt 128 mérkőzésen 19 gólig és 22 gólpasszig jutott a felcsútiaknál, azonban nem hosszabbítják meg 2024. június 30-ig érvényes szerződését, ugyanis a támadó az Instagram-oldalán mondott köszönetet a klubnak.

„Köszönöm a Puskás Akadémiának és az összes csapattársamnak az elmúlt négy és fél évet! Megtiszteltetés volt a Puskás család tagjának lenni.”

– írta Slagveer

### A válogatottban
Többszörös holland utánpótlás-válogatott.

## Sikerei, díjai
Puskás Akadémia
- Magyar labdarúgó-bajnokság ezüstérmes: 2020–21

- Magyar labdarúgó-bajnokság bronzérmes: 2019–20, 2021–22, 2023–24